# 受祝福的杰拉德

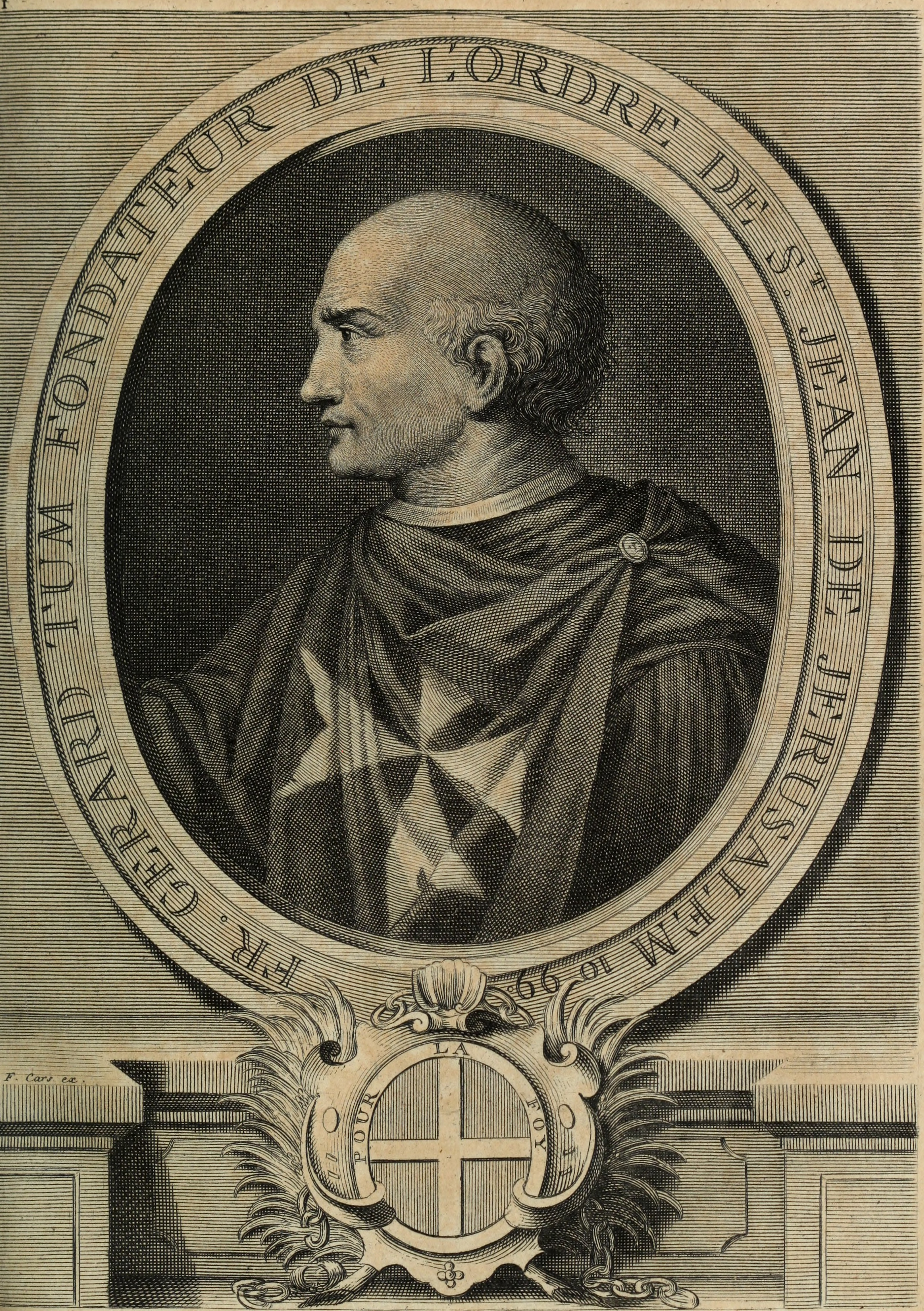
受祝福的杰拉德

受祝福的杰拉德 ( 约1040年– 1120年9月3日）是一位意大利本笃会修士，大约1080年，他就開始管理医院区的醫院。 1099年第一次十字军东征成功后，他創辦了医院骑士团。
受祝福的杰拉德死后，医院骑士团試圖保存他的遗体，起初他的遺體躺在耶路撒冷的修道院中，耶路撒冷陷落后，他的遗体移至阿卡。後來他的遗体又轉移至西方。1283年時，他的遺骸放在马诺斯克医院骑士团小教堂的一个盒子中。1749年，他的头骨转移至瓦莱塔的一家修道院。 